# Gothart ze Schwarzenbergu
Godhard (též Gottfried) ze Schwarzenbergu (německy Godhard (Gottfried) Freiherr fon Schwarzenberg, † leden 1579, Düsseldorf) byl německý šlechtic, svobodný pán ze starého šlechtického rodu Seinsheimů/Schwarzenbergů.

## Původ
Narodil se jako druhý syn svobodného pána Viléma I. ze Seinsheimu-Schwarzenbergu (1486–1526) a jeho manželky hraběnky Kateřiny Vilemíny z Nesselrode († 1567), dcery Viléma z Nesselrode-Steinu († 1504) a Alžběty z Birgelu ( † 1532). 
Jeho starší bratr, svobodný pán Vilém II./III. ze Schwarzenbergu († 1557/1558) padl v bitvě u Saint-Quentinu. Měl syna Adolfa ze Schwarzenbergu (1551–1600), který dne 5. června 1599 získal titul říšského hraběte.

## Příjmení
Godhard (Gottfried) ze Schwarzenbergu se 14. června 1565 oženil s Annou z Metternichu († před 7. březnem 1619), dědičkou Reinhardsteinu, dceru Viléma z Metternich-Reinhartsteinu († 1578) a Anny Nasavské, dědičky panství Reinhardstein († 1570/1578). Jejich manželství však zůstalo bezdětné.   